# Pauktag

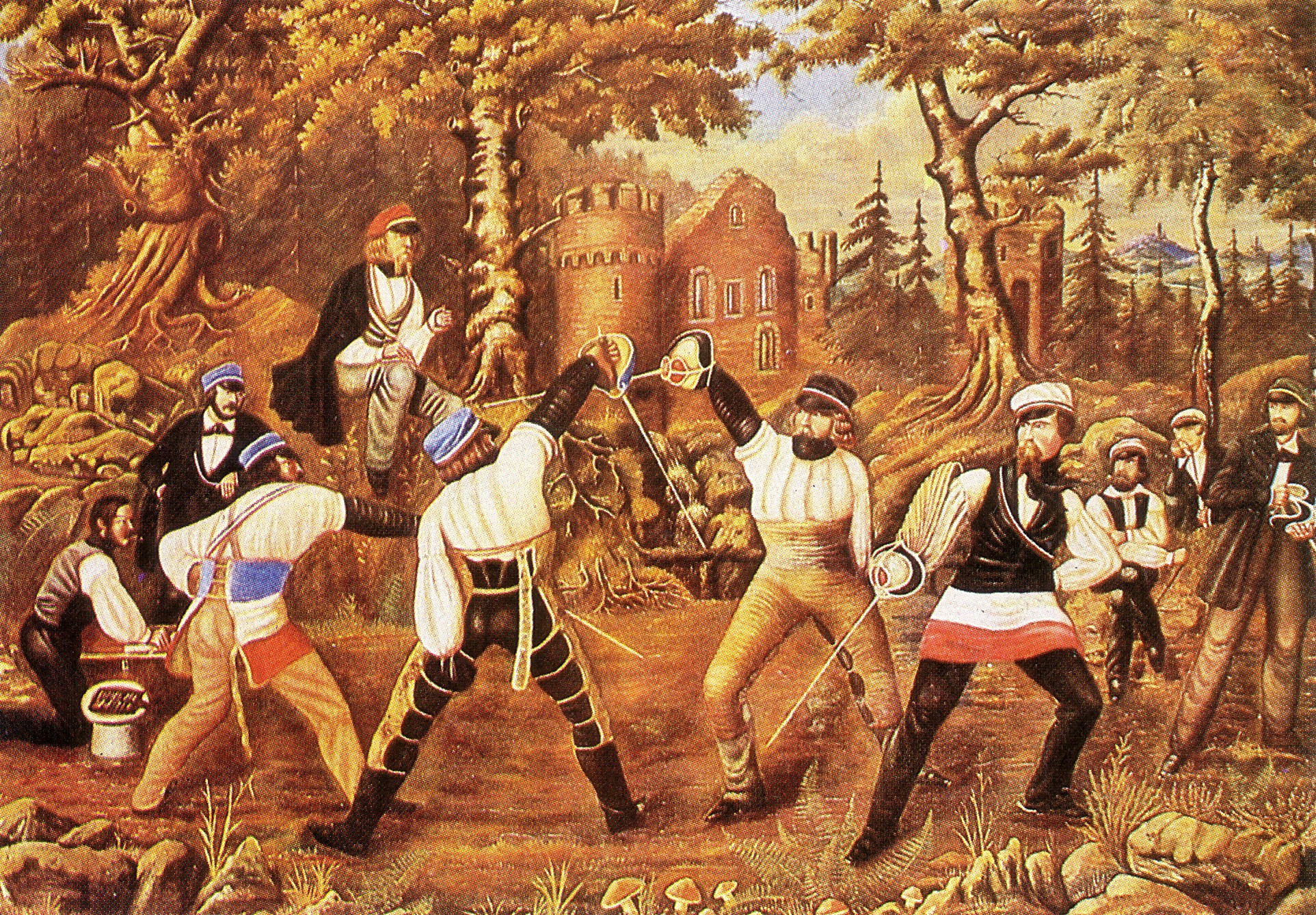
Mensur vor der Badenburg, um 1843/44

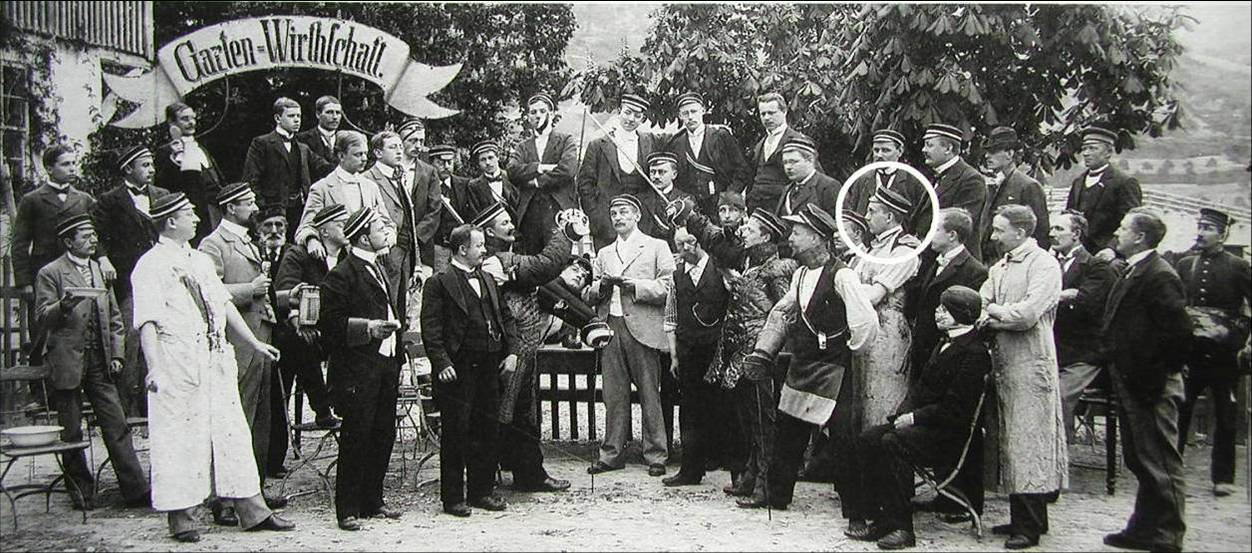
Pauktag in Jena, 1901

Ein Pauktag (von mhd. pûken: „schlagen“) – auch Bestimmtag, Mensurtag, M-Tag oder Mensurboden genannt – ist bei schlagenden Studentenverbindungen eine Veranstaltung, auf der vorher vereinbarte Bestimmungsmensuren durchgeführt werden. Teilnehmer sind die Verbindungen, die dem jeweils veranstaltenden Waffenring angehören. Geleitet wird der Pauktag vom Fecht-Chargierten der im Waffenring präsidierenden Verbindung.
Vor dem Zweiten Weltkrieg fanden die Pauktage praktisch jeden Samstag im Semester ganztägig in öffentlichen Lokalen der ländlichen Umgebung des jeweiligen Universitätsortes statt. Heute werden sie in den meisten Fällen während der Abendstunden eines normalen Werktages auf dem Korporationshaus einer der beteiligten Verbindungen abgehalten. In der Regel geht während der Mensuren das Hausrecht für das Pauklokal auf den jeweiligen Unparteiischen über.
Da alle im Waffenring vertretenen Verbindungen – auch diejenigen, die keine Paukanten stellen – Vertreter zum Pauktag entsenden müssen, können derartige Veranstaltungen leicht über 100 Teilnehmer haben. An der Mensur nicht beteiligte Personen heißen Spektanten (lat. „Zuschauer“).
Die Teilnahme eines männlichen Gastes (ob Verbindungsstudent oder nicht) muss vom präsidierenden Fecht-Chargierten genehmigt werden. Weibliche Gäste sind nie zugelassen.